# آندریاس وینسیورا
آندریاس وینسیورا (سوئدی: Andreas Vinciguerra؛ زاده ۱۹ فوریهٔ ۱۹۸۱) یک تنیس‌باز اهل سوئد است.